# Armie Hammer
Armand Douglas Hammer (Santa Monica, 1986. augusztus 28. –) amerikai színész. 
Karrierjét televíziós sorozatok vendégszereplőjeként kezdte, első főszerepe Billy Graham volt a 2008-as Billy: The Early Years című filmben. A Social Network – A közösségi háló (2010) Winklevoss-ikreinek eljátszásával tett szert szélesebb körű ismertségre, alakításáért elnyerte a Torontói Filmkritikusok Egyesületének legjobb mellékszereplőnek járó díját.

## Gyermekkora és pályafutása
Hammer a kaliforniai Santa Monicában született. Anyja Dru Ann banki hitelező, apja Michael Armand Hammer üzletember, több üzlet tulajdonosa, köztük a Knoedler Publishing és az Armand Hammer Productions-nak (film / televíziós produkciós társaság). Armie Hammer az olajmágnás Armand Hammer dédunokája.
Van egy öccse, Viktor.
Hammer a hátterét "félig zsidónak" írja le. Apai nagyapja az olajmágnás és filantróp Armand Hammer volt, akinek a szülei zsidó bevándorlók voltak az (akkori) Orosz Birodalomból az Egyesült Államokba, így ők ukrán-zsidó származásúak voltak; Armand apja, Julius Hammer volt Odesszából (ma Ukrajna, de aztán az Orosz Birodalom része), aki megalapította a kommunista pártot New Yorkban.
Armie apai nagymamája az orosz születésű színésznő és énekes, Olga Vadimovna Vadina, a cári tábornok lánya. Apai nagymamája Texasból származott, míg az anyja családja tulsai volt.
Évekig a Dallas szomszédságában lévő Highland Parkban élt. Hétéves korában a családja a Kajmán-szigetekre költözött, ahol öt éven át éltek, majd újra Los Angelesben telepedtek le. Járt a Faulkner Akadémián, a Kajmán-szigeteknél található Governor's Harbour-nál és a Grace Christian Akadémián, valamint a Nagy-Kajmánban (az apja által alapított iskola West Bay-ben, a Grand Cayman-ban), majd később a Los Angeles-i Baptista Középiskolába ment a San Fernando-völgyben. A tizenegyedik osztályt kihagyta a középiskolában, hogy színészi karrierjét folytathassa. Ezt követően főiskolai kurzusokra járt. Hammer elárulta, hogy a szülei letagadták őt, amikor úgy döntött, hogy otthagyja az iskolát és elkezdi a színészetet, ám azóta támogatják és büszkék a munkájára.

## Magánélete

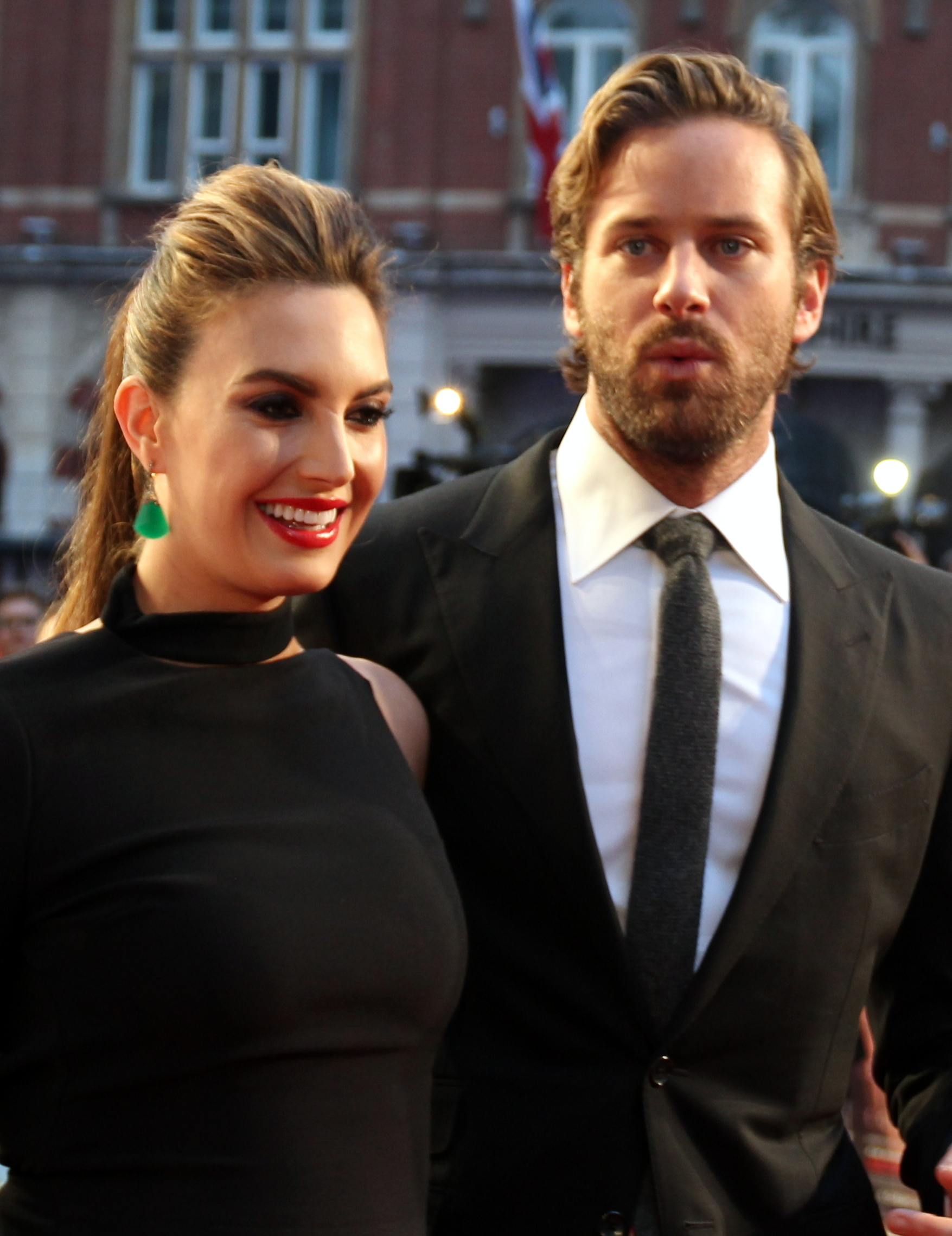
Hammer és felesége, Elizabeth Chambers a 2016-os Londoni Filmfesztiválon

2010. május 22-én feleségül vette Elizabeth Chambers televíziós személyiséget. A páros Hammer jó barátja, Tyler Ramsey művész révén ismerkedett meg. Két gyermekük van. Hammer és Chambers 2020 júliusában bejelentették válásukat.
Hammer ismert a politikai és társadalmi szempontból sarkított nézeteiről, amiket különféle közösségi média felületeken jelentet meg.

### Botrányai
Jelentős botrányt okozott, mikor 2021 elején kiszivárgott több Hammernek tulajdonított bizarr, kannibalizmusról is fantáziáló üzenet, majd korábbi barátnője szellőztette meg a BDSM iránti vonzalmát, később pedig egy nő nemi erőszakkal vádolta meg. A színész végig tagadott, ettől függetlenül kilépett az akkor készülő filmjéből, ügynöksége megvált tőle, majd elvonókúrára vonult szex-, drog- és alkoholfüggőség miatt. Egy évvel későbbi hírek szerint egy kajmán-szigeteki szálló alkalmazottjaként dolgozott. 2023 februárjában szólalt meg hosszabb idő után, az interjúban elnézést kért és elismerte, hogy visszaélt a hírnevével, viszont azt is állította, hogy 13 évesen egy lelkész molesztálta és ezért siklott félre a szexuális élete. 2023 május végén a Los Angeles megyei ügyészség közölte, hogy kellő bizonyítékok hiányában megszünteti a Hammer elleni nemi erőszak miatt indított eljárását. 2024-ben egy podcastban arról beszélt, hogy „hálás” a botrányokért, noha korábban öngyilkos gondolatai is voltak miattuk. 2025. január 1-én jelent meg egy újabb podcast-beszélgetés vele, ahol arról beszélt, hogy a botrány kirobbanásakor, 2021-ben sok ember a covid-járvány miatt még kénytelen volt otthon maradni, és a bezárkozottság okozta unalomban érdekesebb volt egy híresség botrányával foglalkozni. Elismerte, hogy vannak BDSM-fantáziai, de ezeket sosem gondolta túl komolyan, ezen kívül az is kiderült, hogy egy független filmben kapott szerepet.

## Filmográfia

### Film
| Év   | Magyar cím                        | Eredeti cím                 | Szerep                      | Magyar hang      | Rendező             |
| ---- | --------------------------------- | --------------------------- | --------------------------- | ---------------- | ------------------- |
| 2006 |                                   | Flicka                      | tökéletes férfi             |                  | Michael Mayer       |
| 2008 |                                   | Billy: The Early Years      | Billy Graham                |                  | Robby Benson        |
| 2008 | A felvonó                         | Blackout                    | Tommy                       | Papp Dániel      | Rigoberto Castañeda |
| 2009 | Vakáció a szigeten                | Spring Breakdown            | strandoló srác              |                  | Ryan Shiraki        |
| 2009 |                                   | 2081 (rövidfilm)            | Harrison Bergeron           |                  | Chandler Tuttle     |
| 2010 | Social Network – A közösségi háló | Social Network              | Cameron és Tyler Winklevoss | Simon Kornél     | David Fincher       |
| 2011 | J. Edgar – Az FBI embere          | J. Edgar                    | Clyde Tolson                | Széles Tamás     | Clint Eastwood      |
| 2012 | Tükröm, tükröm                    | Mirror Mirror               | Andrew Alcott herceg        | Makranczi Zalán  | Tarsem Singh        |
| 2012 |                                   | The Polar Bears (rövidfilm) | Zook (hangja)               |                  | John Stevenson      |
| 2012 | David Scott                       | The Polar Bears (rövidfilm) | Zook (hangja)               |                  |                     |
| 2013 | A magányos lovas                  | The Lone Ranger             | John Reid / Magányos lovas  | Zöld Csaba       | Gore Verbinski      |
| 2014 |                                   | Stan Lee's Mighty 7         | Erős kar (hangja)           |                  | Stan Lee            |
| 2015 | Törtetők                          | Entourage                   | önmaga (cameo)              | Zöld Csaba       | Doug Ellin          |
| 2015 | Az U.N.C.L.E. embere              | The Man from U.N.C.L.E.     | Illya Kuryakin              | Makranczi Zalán  | Guy Ritchie         |
| 2016 | Akna                              | Mine                        | Mike Stevens őrmester       | Varga Gábor      | Fabio Guaglione     |
| 2016 | Akna                              | Mine                        | Mike Stevens őrmester       | Varga Gábor      | Fabio Resinaro      |
| 2016 | Össztűz                           | Free Fire                   | Ord                         | Makranczi Zalán  | Ben Wheatley (1.)   |
| 2016 | Éjszakai ragadozók                | Nocturnal Animals           | Hutton Morrow               | Makranczi Zalán  | Tom Ford            |
| 2016 | Egy nemzet születése              | The Birth of a Nation       | Samuel Turner               | Schneider Zoltán | Nate Parker         |
| 2017 | Szólíts a neveden                 | Call Me by Your Name        | Oliver                      | Zámbori Soma     | Luca Guadagnino     |
| 2017 | Verdák 3.                         | Cars 3                      | Vihar Jackson (hangja)      | Szatory Dávid    | Brian Fee           |
| 2017 | A végső portré                    | Final Portrait              | James Lord                  | Szatory Dávid    | Stanley Tucci       |
| 2018 | Az egyenjogú nem                  | On the Basis of Sex         | Martin D. Ginsburg          | Szatory Dávid    | Mimi Leder          |
| 2018 | Hotel Mumbai                      | Hotel Mumbai                | David                       | Makranczi Zalán  | Anthony Maras       |
| 2018 | Bocs, hogy zavarom                | Sorry to Bother You         | Steve Lift                  | Makranczi Zalán  | Boots Riley         |
| 2019 | Sebek                             | Wounds                      | Will                        | Makranczi Zalán  | Babak Anvari        |
| 2020 | A Manderley-ház asszonya          | Rebecca                     | Maxim de Winter             | Makranczi Zalán  | Ben Wheatley (2.)   |
| 2021 | Válság                            | Crisis                      | Jake Kelly DEA ügynök       | Makranczi Zalán  | Nicholas Jarecki    |
| 2022 | Halál a Níluson                   | Death on the Nile           | Simon Doyle                 | Zámbori Soma     | Kenneth Branagh     |

### Televízió
| Év   | Magyar cím                      | Eredeti cím                        | Szerep                               | Megjegyzések |
| ---- | ------------------------------- | ---------------------------------- | ------------------------------------ | ------------ |
| 2005 | Az ítélet: család               | Arrested Development               | tanuló                               | 1 epizód     |
| 2006 | Veronica Mars                   | Veronica Mars                      | Kurt                                 | 1 epizód     |
| 2007 | Született feleségek             | Desperate Housewives               | Barrett                              | 1 epizód     |
| 2009 | Reaper – Démonirtók             | Reaper                             | Morgan                               | 5 epizód     |
| 2009 | Gossip Girl – A pletykafészek   | Gossip Girl                        | Gabriel Edwards                      | 4 epizód     |
| 2012 | A Simpson család                | The Simpsons                       | Cameron és Tyler Winklevoss (hangja) | 1 epizód     |
| 2012 | Amerikai fater                  | American Dad!                      | autókölcsönző ügynök (hangja)        | 1 epizód     |
| 2018 |                                 | Last Week Tonight with John Oliver | önmaga                               | 1 epizód     |
| 2019 | Bear Grylls: Sztárok a vadonban | Running Wild with Bear Grylls      | önmaga                               | 1 epizód     |

### Videójátékok
| Év   | Cím                 | Szerep                     |
| ---- | ------------------- | -------------------------- |
| 2013 | Disney Infinity     | John Reid / Magányos lovas |
| 2014 | Disney Infinity 2.0 | John Reid / Magányos lovas |
| 2015 | Disney Infinity 3.0 | John Reid / Magányos lovas |